# Hypena propinqua
Hypena propinqua är en fjärilsart som beskrevs av Rothschild 1920. Hypena propinqua ingår i släktet Hypena och familjen nattflyn. Inga underarter finns listade i Catalogue of Life.